# Узэлектроаппарат-Электрощит
«Узэлектроаппарат-Электрощит» (юридическое имя — «O’zelektroapparat-Electroshield») — крупнейший в Центральной Азии производитель электроэнергетического оборудования, обеспечивающий разработку и производство решений в области управления электроэнергией, а также комплексных энергоэффективных решений для энергетики и инфраструктуры, промышленных предприятий, объектов гражданского и жилищного строительства.

## История
Узэлектроаппарат-Электрощит был основан в Ташкенте в 1941 году на базе эвакуированного в Ташкент Харьковского машиностроительного завода «Электростанок».
В конце 1941 года с завода стали отправлять на танковые заводы Урала и Сибири первые выключателей, розеток, клеммных наборов, необходимых для электрооборудования танков и другого вооружения. Налажен также был и выпуск минных взрывателей.
В первом квартале 1942 года план выпуска продукции был выполнен на 182 %, во втором — на 224 %, в третьем — на 312 %, в четвёртом — на 331 %!
Уже в 1949 году завод стал головным предприятием по выпуску пакетных выключателей и переключателей. В 1950 году пакетных выключателей было изготовлено 296 тысяч штук, или почти в 2,5 раза больше, чем в 1948 году, а трубчатых предохранителей — 307 тысяч штук, то есть в шесть раз больше.
В октябре 1965 года при Ташкентском электротехническом заводе на базе конструкторского и технологического отделов был создан филиал Государственного конструкторско-технологического бюро «Электропривод». Менее чем через полгода ГКТБЭ было преобразовано в филиал ВНИИ Электропривод и стал головной организацией Министерства электротехнической промышленности по щитовым устройствам.
В 1969 году филиал снова был преобразован в отделение ВНИИР в Ташкенте, а через два года вошел в состав Среднеазиатского производственного объединения «Электроаппарат».
В 60-е годы предприятие наладило производство для электростанций и подстанций щитовые устройства, панели защиты, контроля и управления энергетическими объектами. В 1961 году, не располагая ещё нужным технологическим оборудованием и производственными площадями, предприятие в содружестве с Чирчикским трансформаторным заводом выпустило первые 620 единиц щитовых устройств. Через четыре года их было изготовлено уже 9169, то есть почти в 15 раз больше.
С 1963 по 1965 год комплектные щитовые устройства и другая низковольтная аппаратура, выпускаемая ташкентцами, обеспечила ввод в эксплуатацию более 400 крупных новостроек страны: это Ташкентская и Навоийская ГРЭС, Сумгаитская и Нижнекамская ТЭЦ, Алтын-Топканский, Соколовско-Сарбайский и Качканарский горно-обогатительные комбинаты, Навоийский и Самаркандский химические комбинаты, Западносибирский металлургический завод и другие.
В начале 60-х годов коллектив Ташкентского электротехнического завода сыграл решающую роль в развитии новых электротехнических предприятий на территории Среднеазиатского региона: в Андижане и Мархамате, Адрасмане и Кансае, Ильичевске, Сергелях и Тахиаташе.
В 1971 году Ташкентский электротехнический завод стал головным предприятием производственного объединения «Средазэлектроаппарат».
В феврале 1979 года произошло разделение предприятия: отделение ВНИИР преобразовано в Специальное проектно-конструкторское и технологическое бюро по комплектным низковольтным устройствам защиты и системной автоматики для энергетики (СПКТБЭ). Оно вошло в производственное объединение «Средазэлектроаппарат» на правах юридического лица. Филиалы постепенно превращались в самостоятельные заводы, а затем на равных входили в состав производственного объединения.
В начале 1990-х годов изготавливались металлические жетоны  для Ташкентского метрополитена.
В 2006 году предприятие вошло в состав Группы компаний «Электрощит — ТМ Самара» и стало именоваться, акционерное общество «Узэлектроаппарат-Электрощит» (юридическое имя — АО «O’zelektroapparat-Electroshield»).
В 2017 году по поручению Президента Республики Узбекистан Шавката Миромоновича Мирзиёева основано производственное предприятие ООО «NUKUSELECTROAPPARAT».

## Собственники и руководство
Первым Генеральным директором объединения был Василий Фёдорович Фетисов, возглавлявший НПО с момента его создания и до своей смерти в 1984 году
В настоящее время Генеральный директор АО «O’zelektroapparat-Electroshield» — Роюк Владимир Петрович. В 2021 году Генеральному директору «Узэлектроаппарат-Электрощит» (юридическое имя — АО «O’zelektroapparat-Electroshield») Роюку Владимиру Петровичу, присвоено почётное звание «Заслуженный работник промышленности Республики Узбекистан» указом Президента Республики Узбекистан Шавката Миромоновича Мирзиёева .

## Деятельность
В настоящее время компания носит название Узэлектроаппарат-Электрощит «O’zelektroapparat-Electroshield». Компания производит: широкую гамму оборудования класса напряжениям 0,4 — 500kV.
Узэлектроаппарат-Электрощит располагался в Ташкенте в Миробадском районе на улице Дмитрия Манжары́, которую в 1995 году переименовали в улицу Василия Фетисова. В 2005 году улица была опять переименована и получила название Таллимаржон.